# Zhumadian
32°59′N 114°02′Ø / 32.983°N 114.033°Ø
Zhumadian (驻马店; pinyin: Zhùmǎdiàn) er en by på præfekturniveau i provinsen Henan i det centrale Kina. Præfekturet har et areal på 	15,083 km2, og befolkningen  anslås  til 8,26 millioner mennesker (2004). 

## Administrative enheder
Zhumadian består af et bydistrikt og ni amter:
- Bydistriktet Yicheng (驿城区), 770 km², 580.000 indbyggere, sæde for lokalregeringen;
- Amtet Queshan (确山县), 1.783 km², 500.000 indbyggere;
- Amtet Biyang (泌阳县), 2.789 km², 950.000 indbyggere;
- Amtet Suiping (遂平县), 1.080 km², 540.000 indbyggere;
- Amtet Xiping (西平县), 1.098 km², 840.000 indbyggere;
- Amtet Shangcai (上蔡县), 1.517 km², 1,36 millioner indbyggere;
- Amtet Runan (汝南县), 1.306 km², 780.000 indbyggere;
- Amtet Pingyu (平舆县), 1.285 km², 940.000 indbyggere;
- Amtet Xincai (新蔡县), 1.442 km², 1,02 millioner indbyggere;
- Amtet Zhengyang (正阳县), 1.904 km², 740.000 indbyggere.

## Landbruk
I det lokale landbrug produceres der især hvede, majs, peanuts, sesamfrø, grøn bønne og tobak.

## Historie
Byens gamle navn var Yicheng. Den begyndte som en karavanestation. I Tang-dynastiets dage beordrede en kejser sine soldater til at  bringe litchi fra Guangdong til sin søde prinsesse Yang som elskede smagen af disse frugter.  Zhumadian (Yicheng) var en af karavanestationerne på rejsen.
I præfekturet ligger Banqiao Dæmningen, der efter en tyfon i 1975 brød sammen med store oversvømmelser til følge. Det antages at mindst 160.000 mennesker døde af direkte skader samt sygdomme i kølvandet af tyfonen..  
Et andet trist kapitel i Kinas historie udspandt sig i og omkring Zhumadian i 1980'erne. Driftige folk begyndte at samle blod fra landsbybefolkningen og solgte det til lokale sygehus. Desværre brugte de de samme nåle fra person til person uden nogen sterilisering imellem, med det resultat at mange blodgivere og patienter blev smittet med HIV. I nogle landsbyer i området blev så godt som alle indbyggere AIDS-ofre. 

## Trafik

### Jernbane
Jingguangbanen, som er toglinjen mellem Beijing i nord og Guangzhou i syd, har stoppested her. Denne stærkt trafikerede jernbanelinje passerer blandt andet Baoding, Shijiazhuang, Handan, Anyang,  Zhengzhou, Wuhan, Changsha og Shaoguan. 

### Vej
Kinas rigsvej 107 fører gennem området. Den løber fra Beijing til Shenzhen (ved Hongkong, og passerer provinshovedstedene Shijiazhuang, Zhengzhou, Wuhan, Changsha og Guangzhou.